# 果つることなき未来ヨリ
『果つることなき未来ヨリ』（はつることなきみらいヨリ）は、フロントウイングより2015年11月27日に発売されたWindows用アドベンチャーゲーム。略称は『はつみら』。本作のレイティングは全年齢向け（15歳以上推奨）となっているが、年齢認証を経ることで「X-RATED版」が入手可能となっている。
2016年12月22日にはPlayStation Vita版が発売、2022年4月28日にはSteam版が発売、2024年4月11日にはNintendo Switch版が発売。
萌えゲーアワード2015にて11月月間賞を受賞した。

## あらすじ
太平洋戦争末期、大日本帝国海軍所属の飛行機乗り・三森一郎は、海上で遊弋中の敵航空母艦に対し特攻を敢行していたところ、異世界の砂漠へ飛ばされる。
死にかけていたところ、竜への変身能力を持つユキカゼという少女に拾われた。

## 登場人物
声はX-RATED版/PS Vita版のもの

### 主人公
三森一郎
大日本帝国海軍所属の飛行機乗りで階級は二等飛行兵曹。太平洋戦争末期、彼は特別攻撃隊に志願して海上で遊弋中の敵航空母艦に対し特攻を敢行するが、異世界に飛ばされてしまう。
幼少期に両親を亡くして以来、戦争で生きてきた。

### 竜族
ユキカゼ・ジーンブラッド
声：かわしまりの/瑞沢渓
元竜族の国の姫で、無政府領土防衛民兵団「バラウール」の総大将を務める少女。竜への変身が可能。
王族生まれ故世間知らずながらも好奇心は高い。自分が拾った一郎を所有物としてみなしているが、なかなか思い通りにいかず、いらだつ場面もある。
エルマールマ・カーマイン
声：桃山いおん/長妻樹里
貴族の娘で、コープランド王立飛竜学校23期を首席で卒業した経歴を持つ。
モーリン
声：桃川春香/佐々木未来
カーマインの幼馴染兼メイド。気弱そうな見た目をしており実際に臆病だが、芯の強いところがある。
フランチェスカ・スクワール
声：白雪碧/五十嵐裕美
王立飛竜隊予科練習生13期卒の少女。名門貴族の隠し子であり、老いた乳母に育てられたことから、協調性に欠けひねくれた性格をしている。
病弱故生育もよくないが、体重の軽さを生かした空戦を得意とする。
エレノア・ザッハ
声：まきいづみ/やなせなつみ
王立飛竜予科練習生6期卒の少女で、元娼婦という特殊な経歴を持つ。左目に眼帯をしているが、戦闘能力に大きな影響を与えるわけではない。
ジーナ・ナゴット
声：火野琉乃/清水愛
ジーンブラッド王室付賢者で、王室の分家にして代々賢者を輩出してきたナゴット家の出身である。一郎からは『名護』と呼ばれてる。
ナナオ・フェティ
声：楠鈴音/鳴海エリカ
アークジーン王立軍陸戦騎士団の戦術顧問。

### 犬族・猫族
アイオ=ライオ=カミリア（アイラ）
声：清玉澄加/水橋かおり
キャラバン「レフレリア」の副隊長。
ファル
声：木村あやか/いのくちゆか
キャラバン「レフレリア」の代表。『晴眼』という予知能力を持つ。
オリバー
声：水樹空/小林直人
キャラバン「レフレリア」の幹部。
ボッチ
声：西郷大/青山哲志
犬族の青年で、白い体毛と青い眼帯が特徴。モルグとトンブと3人でつるんでいるため、3馬鹿呼ばわりされている。
品のない言動が目立つが、キャラバンの中では高い実力を持つ。
実家はイモ屋であり、警備や狩猟の仕事がない時は他の二人とともに実家へ手伝いに行っている。
モルグ
声：門戸開/大畑伸太郎
犬族の青年で、赤みがかった体毛が特徴。ボッチとトンブと3人でつるんでいるため3馬鹿呼ばわりされている。
トンブ
三川春人/はらさわ晃騎
犬族の青年で、黄色いマフラーが特徴。ボッチとモルグと3人でつるんでいるため3馬鹿呼ばわりされている。
ナタリア
声：成瀬未亜/なるせみあ
キャラバン内のレストランのウェイトレスで、看板娘として知られている。
キュリオ・ヴィタ・ワールロイ
声：青葉りんご/北野愛
猫族の女性で、旅を続けているうちに一郎たちと出会う。かなりのおしゃべりで、多弁な性格の多い同族にあきれられることが多い。また、好奇心が強く、知的な快楽の邪魔をする者には容赦しない。
種族の特性上、犬族より体力が低いため、ダチョウに乗って移動することが多い。
リース
声：秋野花/あさみほとり
キャラバンの一員である犬族の少女。生まれてすぐに両親を戦争で亡くし、その場で保護されたという経緯から名無しのリースという異名を持つ。また、戦災の後遺症で世界が白黒に見えるが、華奢な体躯を生かした隠密行動を得意とする。母親になることを夢見るも、華奢な体躯では育児ができないのではと思い悩んでいる。
犬族にしては珍しい三つ又の尻尾と、長い黄色のマフラーが特徴。

### 人魚族
ノレイア
声：雪村とあ/北村彩
人魚族の族長。
メルティナ
声：三枝もこ/山本希望
ノレイアの侍女。

### アンデッド
ソーテーリアー（リア）
声：芹園みや/西沢広香
オゾスが所有するアンデッドの奴隷。愛称はリア。幼い見た目をしている。
オゾス
声：やじまのぼる/須藤翔
アンデッドを使役する死霊魔術師。多くの死霊魔術師はアンデッドを使い捨てにするのに対し、オゾスはメンテナンスを欠かさずに長期的な運用をしている。

### ドワーフ
モージル
声：乙参/藤沼健人
採掘組合の代表者。
ハール
声：中里圭太/浅科准平
モージルの副官である学者。
リトゥル
声：お代官.様/越後屋コースケ
ドワーフ族の若者。子ども扱いされるが、実年齢は80歳を超えている。

### その他
蒔野 哲夫
一郎が海軍で初めてペアを組んだ航空兵で、すでに死亡している。
蒔野 勝子
声：小見川千明
哲夫の妹。

## 開発
『グリザイアの果実』発売直後の2013年夏ごろ、シナリオライターの藤崎竜太からフロントウィング代表の山川竜一郎に、『グリザイア』のような学園もの以外の作品を作りたいという話が寄せられ、後に『グリザイア』シリーズのスタッフが再集結する形で制作が行われた。
『グリザイアの果実』ではヒロインごとのばらばらの物語が描かれたのに対し、本作では異世界で起きた一つの戦争の終結までを様々な角度から見るという形で物語が作られた。

## 主題歌
- オープニングテーマ「果てなき未来」

作詞 - 桑島由一 / 作曲・編曲 - 松本文紀 / 歌 - Rita
- オープニングテーマ「とわなぎ」

作詞 - U（ユウ） / 作曲・編曲 - 松本文紀 / 歌 - メルティナ(CV.三枝もこ
- ユキカゼエンディングテーマ「果たされない約束」

作詞 - micco / 作曲・編曲 - 藤間仁(Elements Garden) / 歌 - micco
- アイラエンディングテーマ「アイオライト」

作詞 - 桑島由一 / 作曲・編曲 - 藤間仁(Elements Garden) / 歌 - Duca
- メルティナエンディングテーマ「世界が愛にあふれたら」

作詞 - U（ユウ） / 作曲・編曲 - 松本文紀 / 歌 - メルティナ(CV.三枝もこ)
- リアエンディングテーマ「realize」

作詞 - 桑島由一 / 作曲・編曲 -  / 歌 - 茶太

## スタッフ
- 制作 - フロントウイング
- キャラクターデザイン、原画 - 渡辺明夫、フミオ、 INO
- SDキャラ - ななかまい
- シナリオ - 藤崎竜太、七央結日、かづや[2][8]、桑島由一
- BGM制作 - 松本文紀 ／ ピクセルビー

## 漫画
廣瀬周の作画による『果つることなき未来ヨリ 〜銀色の翼〜』が、『チャンピオンRED』（秋田書店）にて、2016年3月号から2016年12月号まで連載。

### 書誌情報
- 廣瀬周 『果つることなき未来ヨリ 〜銀色の翼〜』 秋田書店〈チャンピオンREDコミックス 〉、全2巻
  1. 2016年7月20日発売 ISBN 978-4-253-23609-6
  2. 2016年12月20日発売 ISBN 978-4-253-23610-2